# Kukulcania tequila
Espèce
Kukulcania tequila est une espèce d'araignées aranéomorphes de la famille des Filistatidae.

## Distribution
Cette espèce est endémique du Mexique. Elle se rencontre au Jalisco, au Michoacán, au Nayarit, au Colima et au Sinaloa.

## Description
Le mâle paratype mesure 7,78 mm et la femelle paratype 9,9 mm.

## Publication originale
- Magalhaes & Ramírez, 2019 : The crevice weaver spider genus Kukulcania (Araneae: Filistatidae). Bulletin of the American Museum of Natural History, no 426, p. 1-151 (texte intégral).